# Krklja
Krklja es un pueblo ubicado en el municipio de Kriva Palanka, en Macedonia del Norte.

## Superficie
Posee una superficie de 20,30 kilómetros cuadrados.

## Demografía
Hasta 2021 la población era de 136 habitantes, con una densidad de población de 6,701 habitantes por kilómetro cuadrado.